# Corrent altern

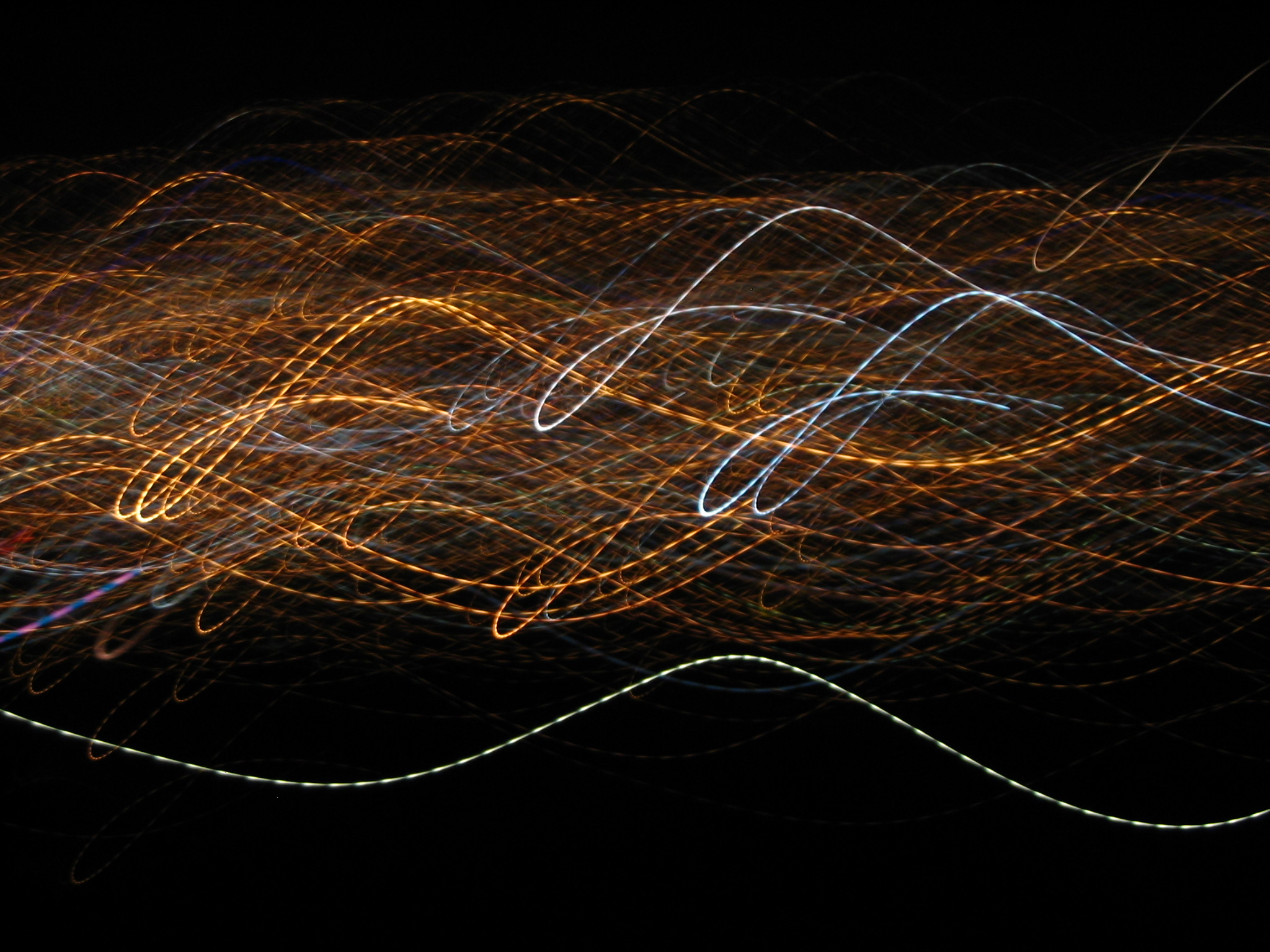
Llums de ciutat. La pulsació del corrent altern fa que les línies siguin de punts en lloc de contínues.

El corrent altern (CA o AC, de l'anglès Alternating current) és un tipus de corrent elèctric que es caracteritza per canviar al llarg del temps, ja sigui en intensitat o en sentit, a intervals regulars.
El voltatge varia entre els valors màxim i mínim de manera cíclica, el valor del voltatge és positiu la meitat del temps (semicicle positiu o semiperíode positiu) i negatiu l'altra meitat. Això significa que la meitat del temps el corrent circula en un sentit, l'altra meitat de temps en l'altre sentit. La forma més habitual de l'ondulació segueix una funció trigonomètrica tipus sinus, atès que és la forma més eficient i pràctica de produir energia elèctrica mitjançant alternadors. Tanmateix hi ha certes aplicacions a les que s'utilitzen altres formes d'ona, com ara l'ona quadrada o l'ona triangular.
De manera general el corrent elèctric es distribueix en forma de corrent altern a 50 Hz (50 canvis per segon). Un exemple de corrent altern és el que hi ha als endolls de casa, de 230 volts i 50 hertz. Això vol dir que la tensió va de -230*√2 volts a +230*√2 volts i torna, 50 vegades per segon. Les abreviatures CA i CC s'utilitzen sovint per significar simplement altern i continu, com quan modifiquen corrent o  voltatge.

## El corrent sinusoidal

1 = Amplitud,
2 = Amplitud cresta a cresta,
3 = Amplitud eficaç,
4 = Període

L'electricitat que es distribueix a través de la xarxa elèctrica que s'utilitza en electrotècnia presenta una forma sinusoidal perquè aquesta forma es deriva directament de la manera de treballar dels alternadors i de la llei de la inducció electromagnètica. La força electromotriu produïda per un alternador té la forma que descriu l'equació:
{\displaystyle f(t)=F_{0}\sin(\omega t+\phi )\;}
on {\displaystyle F_{0}} és el valor màxim constant de la força electromotriu, o dit d'altra manera, l'amplitud del senyal, {\displaystyle \omega } és la pulsació, relacionada amb el període T i a la freqüència {\displaystyle \nu }; {\displaystyle \phi } és el desfasament o fase inicial.

### Freqüència i període
El nombre d'oscil·lacions per unitat de temps es mesura en hertz (nombre d'oscil·lacions per segon). El període és el temps transcorregut entre dos punts equivalents de l'oscil·lació, equival al temps necessari per completar una oscil·lació i es mesura en segons. El període es calcula com la funció recíproca de la freqüència (ν):
{\displaystyle T={\frac {1}{\nu }}}
El corrent habitual a les nostres llars té un període de
{\displaystyle T_{50}={\frac {1}{50}}\;{\rm {Hz}}={\frac {1}{50}}\;{\rm {s}}=20\;{\rm {ms}}}
El càlcul de la pulsació o freqüència angular ω es fa a partir de la freqüència:
{\displaystyle \omega =2\pi \nu }
Amb un alternador funcionant a 50 Hz tindríem:
{\displaystyle \omega =2\pi \cdot 50\;{\rm {Hz}}=100\pi \;{\rm {Hz}}\approx 314{,}16~{\rm {rad}}/{\rm {s}}} (radians per segon)
Si suposem un alternador amb només dos pols, durant un període (20 ms) el rotor donaria una volta completa (360° = {\displaystyle 2\pi \;{\rm {rad}}}).
En conseqüència el corrent altern tindrà la forma:
{\displaystyle i(t)=I_{0}\sin \left({\frac {2\pi t}{T}}+\phi \right)=I_{0}\sin(\nu 2\pi t+\phi )=I_{0}\sin(\omega t+\phi )\;}

### Valor eficaç
Per definició, atès que la meitat del temps és positiu i l'altra meitat negatiu en oscil·lar entorn de zero, una magnitud sinusoidal té un valor mitjà durant un període T igual a zero. Per aquest motiu la magnitud mesurable és el que s'anomena valor eficaç entès com la mitjana quadràtica:
{\displaystyle I_{ef}^{2}={\frac {1}{T}}\int _{t}^{t+T}I^{2}(t)\ dt}
Del que es deriva que el valor del corrent eficaç depèn del valor màxim:
{\displaystyle I_{ef}={\sqrt {{\frac {1}{T}}\int _{t}^{t+T}I_{0}^{2}\sin ^{2}\ \omega \ t\ dt}}={\frac {I_{0}}{\sqrt {2}}}}
Per a la tensió tenim:
{\displaystyle V_{ef}={\sqrt {{\frac {1}{T}}\int _{t}^{t+T}V_{0}^{2}\sin ^{2}\ \omega \ t\ dt}}={\frac {V_{0}}{\sqrt {2}}}}
La tensió eficaç {\displaystyle V_{ef}} permet d'escriure el mòdul de la potència elèctrica com
{\displaystyle |{\bar {P}}|=V_{ef}I_{ef}}
que és una expressió similar a {\displaystyle P=VI}, que correspondria a un règim constant, altrament dit corrent continu.
Per exemple, el corrent elèctric domèstic, de tipus monofàsic, té una tensió eficaç Vef = 230 V, per a la que hi ha una tensió de cresta Vc = 325 V i una tensió cresta a cresta Vcc = 650 V.

## Efectes biològics sobre els éssers humans
| Efecte                                                               | Exposició al corrent durant 10 ms | Exposició al corrent durant 1,5 s |
| -------------------------------------------------------------------- | --------------------------------- | --------------------------------- |
| Habitualment, cap efecte                                             | 0,1 - 0,5 mA                      | 0,5 mA                            |
| Es nota a la llengua                                                 | 0,5 - 200 mA                      | 0,6 mA                            |
| Es nota als dits                                                     | 0,5 - 200 mA                      | 2 mA                              |
| Dificultats per respirar, els músculs pateixen rampes                | 10 - 500 mA                       | 13 mA                             |
| Dificultats per respirar, 5% de probabilitat de fibril·lació del cor | 500 - 700 mA                      | 30 mA                             |
| Fins al 50% de probabilitat de fibril·lació del cor                  | 700 - 1000 mA                     | 50 mA                             |
| Més del 50% de probabilitat de fibril·lació del cor                  | 1000 - 2000 mA                    | 80 mA                             |
| Aturada cardíaca, aturada respiratòria, cremades severes             | > 2000 mA                         | > 130 mA                          |

## Història
El primer alternador per produir corrent altern va ser un generador dinamoelèctric basat en els principis de Michael Faraday, construït pel fabricant francès d'instruments Hippolyte Pixii el 1832. Pixii més tard va afegir un commutador al seu dispositiu per produir el corrent continu (més utilitzada). L'aplicació pràctica més primerenca registrada del corrent altern és de Guillaume Duchenne, inventor i desenvolupador d'electroteràpia. En 1855, va anunciar que el CA era superior al corrent directe per a l'activació electroterapèutica de les contraccions musculars. La tecnologia de corrent altern s'havia desenvolupat per primera vegada a Europa a causa del treball de Guillaume Duchenne (dècada de 1850), la companyia hongaresa Ganz Works (dècada de 1870) i en la dècada de 1880 per Sebastian Ziani de Ferranti, Lucien Gaulard i Galileo Ferraris.
En 1876, l'enginyer rus Pavel Iablotxkov va inventar un sistema d'il·luminació on es van instal·lar conjunts de bobines d'inducció al llarg d'una línia de CA d'alta tensió. En lloc de canviar la tensió, els debanaments primaris van transferir energia als debanaments secundaris que es van connectar a una o diverses 'veles elèctriques' (llums d'arc) del seu propi disseny, utilitzades per evitar que la falla d'un llum deshabiliti tot el circuit. En 1878, l'empresa Ganz Works de Budapest, Hongria, va començar a fabricar equips per a il·luminació elèctrica i, per 1883, havia instal·lat més de cinquanta sistemes a Àustria-Hongria. Els seus sistemes de CA utilitzaven llums d'arc incandescents, generadors i altres equips.

### Transformadors
Els sistemes de corrent altern poden usar transformadors per canviar el corrent de baixa a alta tensió i viceversa, la qual cosa permet la generació i transmissió a grans distàncies en alta tensió, estalviant en costos de conductors i pèrdues d'energia, i el consum en baixa tensió.
Un transformador de potència bipolar de nucli obert desenvolupat per Lucien Gaulard i John Dixon Gibbs es va demostrar a Londres en 1881, i va atreure l'interès de Westinghouse. També van exhibir la invenció a Torí en 1884. No obstant això, aquestes primeres bobines d'inducció amb circuits magnètics oberts són ineficients en la transferència de potència a les càrregues. Fins a aproximadament 1880, el paradigma de la transmissió de CA des d'una font d'alta tensió a una càrrega de baixa tensió era un circuit en sèrie.
Els transformadors de nucli obert amb una relació propera a 1:1 es van connectar amb els seus primaris en sèrie per permetre l'ús d'un alt voltatge per a la transmissió i presentar un baix voltatge als llums.
La falla inherent en aquest mètode va ser que apagar un sol llum (o un altre dispositiu elèctric) va afectar el voltatge subministrat a tots els altres en el mateix circuit. Es van introduir molts dissenys de transformadors ajustables per compensar aquesta característica problemàtica del circuit en sèrie, inclosos els que empren mètodes per ajustar el nucli o evitar el flux magnètic al voltant d'una bobina. Els sistemes de corrent directe no van tenir aquests inconvenients, la qual cosa li atorga avantatges significatius sobre els primers sistemes de CA.

### Nikola Tesla
En 1888 l'inventor i enginyer serbi Nikola Tesla, va dissenyar i va construir el primer motor d'inducció de corrent altern, un aparell capaç de convertir una forma determinada d'energia en energia mecànica de rotació, això permet alimentar un motor amb corrent altern, abans de transformar-se en corrent directe.
En la distribució del corrent altern, Tesla nota que aquesta energia viatja en pauses en els pics de les Sinusoides, llavors crea un segon senyal fora de sincronia amb la primera per omplir aquestes pauses, la qual cosa permet l'amplificació del CA sense la necessitat de construir una nova electrificadora com era el cas del corrent directe.
No obstant això, el major temor de l'ús del CA era el perill que representava en les llars tanta quantitat d'energia. Per resoldre el problema Tesla investigà un dispositiu desenvolupat pels enginyers europeus anomenat transformador; amb aquest component es pot augmentar la tensió per a transmissió i després disminuir-la per a l'usuari final. Amb les millores en el transformador, l'invent del motor elèctric, el poder amplificar/disminuir la tensió de CA, entre uns altres, Nikola Tesla guanya la Guerra dels corrents que competia amb Thomas Edison que afavoria la corrent continu.
Posteriorment el físic William Stanley, va reutilitzar, en 1885, el principi d'inducció per transferir el corrent altern entre dos circuits elèctricament aïllats. La idea central va ser la d'enrotllar un parell de bobines en una base de ferro comuna, denominada bobina d'inducció.
El sistema usat avui dia va ser ideat fonamentalment per Nikola Tesla; la distribució del corrent altern va ser comercialitzada per George Westinghouse. El corrent altern va superar les limitacions que apareixien en emprar la corrent continu (CC -en català- o ben DC, per les seves sigles en anglès de direct current), que és un sistema ineficient per a la distribució d'energia a gran escala a causa de problemes en la transmissió de potència, comercialitzat en el seu moment amb gran agressivitat per Thomas Alva Edison.
Totes les patents referents a aquest corrent van ser cedides per Nikola Tesla a l'empresa Westinghouse Electric per aconseguir capital i poder continuar els projectes amb el corrent altern.
La primera transmissió interurbana del corrent altern va ocórrer en 1891, prop de Telluride, Colorado, a la qual va seguir alguns mesos més tard una altra de Lauffen a Frankfurt, a Alemanya. Malgrat els notoris avantatges del corrent altern davant del corrent continu, Thomas Edison va seguir advocant fortament per l'ús del corrent continu, fet que li va costar el seu lloc en l'empresa que ell mateix va fundar, Edison Electric, que va canviar el seu nom per l'actual General Electric.

## Per a més informació
- Willam A. Meyers, History and Reflections on the Way Things Were: Mill Creek Power Plant – Making History with AC, IEEE Power Engineering Review, Febrer de 1997, pp. 22–24